# Калифорнийская тигровая амбистома
Калифорнийская тигровая амбистома (Ambystoma californiense) (лат.) — вид хвостатых земноводных из рода амбистом семейства амбистомовых.

## Распространение
Эндемик США. Ареал ограничен горами Сьерра-Невада штата Калифорния.

## Описание
Общая длина составляет 15-22 см. Голова широкая, морда округлая. Глаза выпуклые с чёрными зрачками. Туловище коренастое, кожа гладкая. По бокам тела имеются 12 поперечных бороздок. Передние конечности имеют 5, задние — 4 пальца. Хвост несколько уплощён с боков, и постепенно сужается к концу. Окраска взрослых особей чёрная с жёлтыми или кремовыми пятнами на спине и хвосте. Личинки имеют зеленовато-серый цвет. Неотенические личинки, как и других амбистом, называются аксолотлями. Аксолотль имеет наружные жабры, плавниковую складку на хвосте, более плоскую и широкую голову. Аксолотли — традиционный объект лабораторного и любительского разведения.

## Образ жизни
Обитает в скалистых, песчаных местах, на берегах временных и стоячих водоёмов. Встречается на высотах 500—1200 м над уровнем моря. Основное время проводит под землей, используя для укрытий норы различных животных, чаще всего — калифорнийских сусликов. Активна ночью или в дождливую погоду. Взрослые особи питаются различными беспозвоночными, личинки — зоопланктоном. Продолжительность жизни до 15 лет.

## Размножение

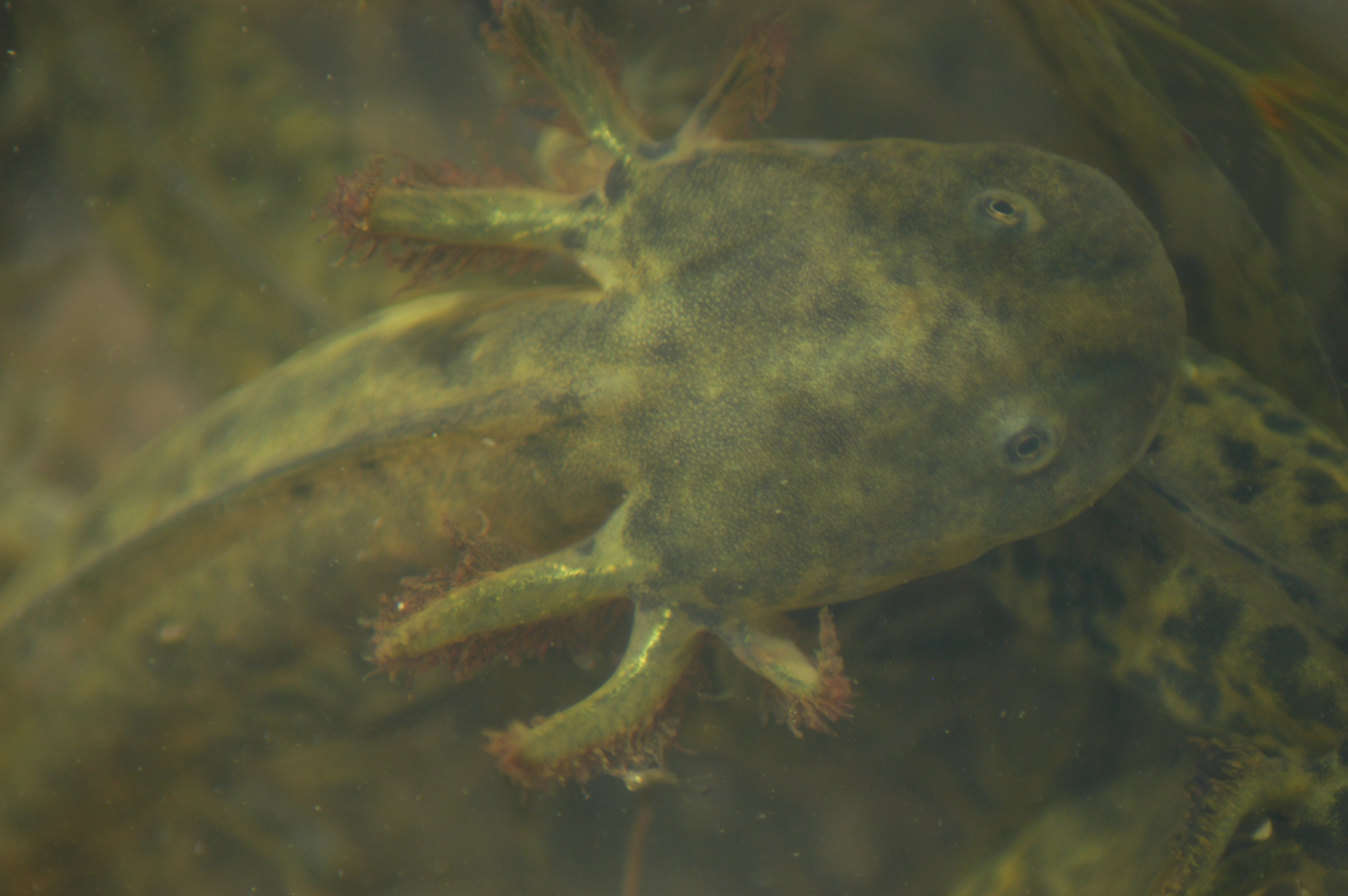
Личинка с жабрами

Период размножения длится с декабря по февраль. Размножение происходит во временных водоёмах, которые формируются в течение зимы и высыхают летом. Самка откладывает 2-4 яйца на дне водоёма, прикрепляя их к водной растительности. В одном водоёме могут откладывать яйца несколько самок.
Развитие яиц длится около 30 дней. При появлении личинки имеют длину 15-17 мм. Метаморфоз происходит при длине тела 8-9 см, а всё развитие длится 3-4 месяца. В высокогорных популяциях развитие личинок происходит в течение года.
Успешно размножаются в лабораторных условиях.

## Галерея

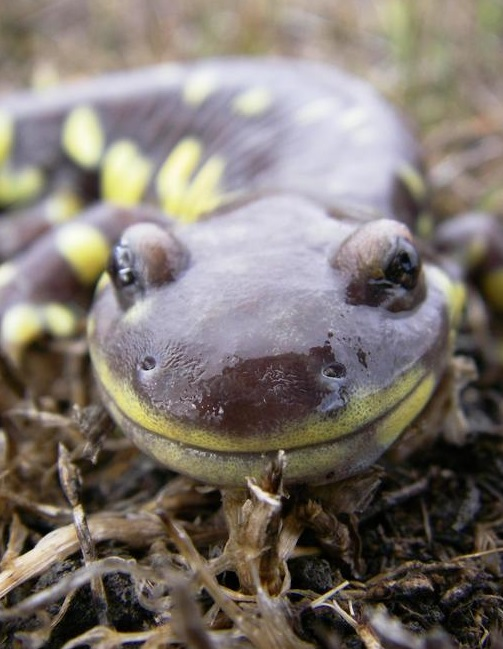
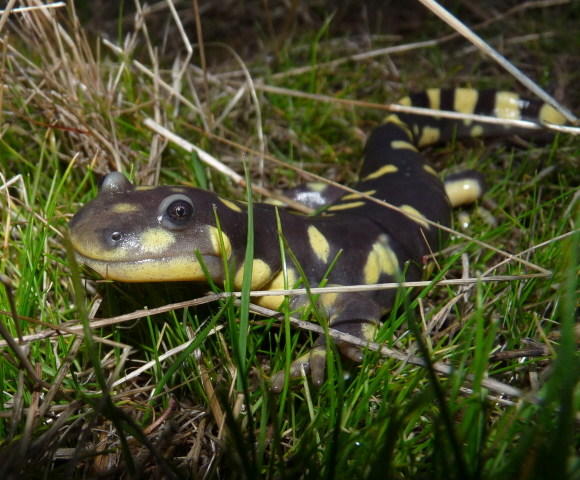
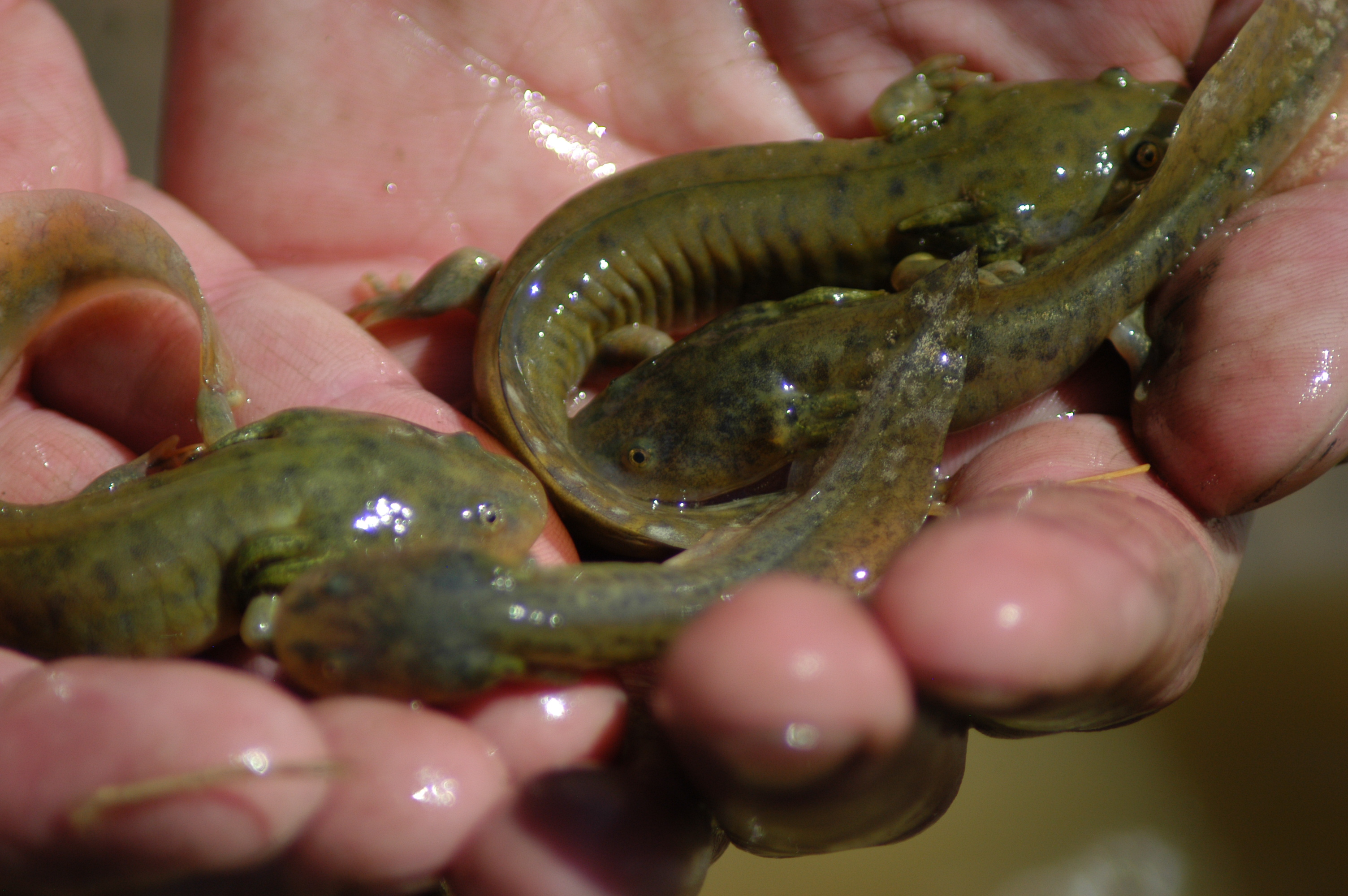
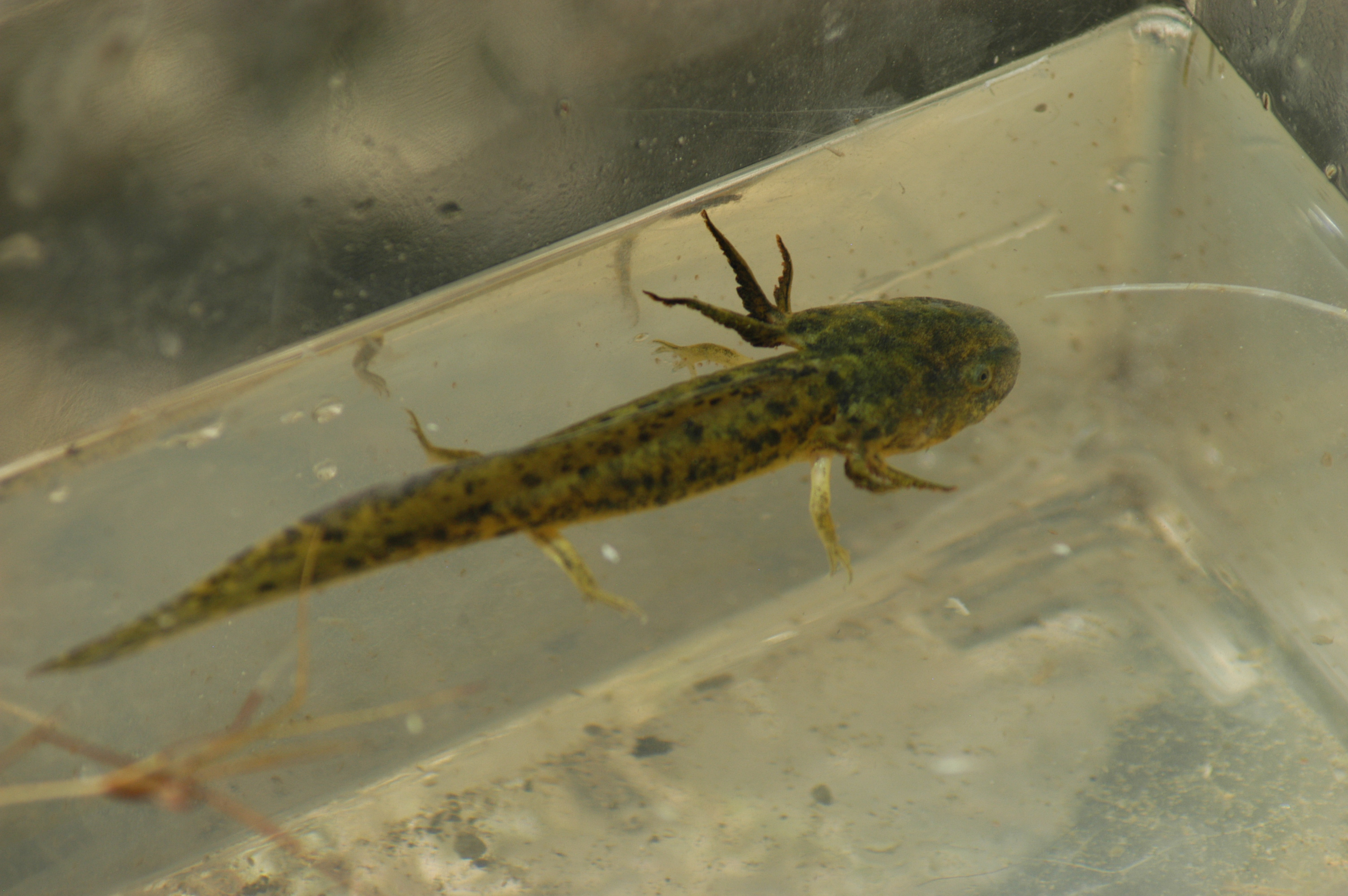